# أم سعد (رواية)
أم سعد، رواية للكاتب الفلسطيني غسان كنفاني (1936-1972) صدرت في بيروت سنة 1969م، تدور أحداثها الرواية حول شخصية حقيقية حسب أقوال كنفاني وتتناول مجتمع اللاجئين الفلسطينيين وبدايات العمل الفدائي.

## الرواية
نشر كنفاني هذه الرواية بعد انقطاع دام لمدة ثلاث سنوات عن الكتابة الأدبية، وصدرت عن دار العودة في بيروت عام 1969، وأهداها إلى «أم سعد، الشعب والمدرسة»، وأشار في مقدمتها إلى بطلتها: «لقد علمتني أم سعد كثيرا، وأكاد أقول أن كل حرف جاء في السطور التالية إنما هو مقتنص من بين شفتيها اللتين ظلتا فلسطينيتين رغم كل شيء، ومن كفيها الصلبتين اللتين ظلتا ـ رغم كل شيء ـ تنتظران السلاح عشرين سنة».

## عبارات مقتبسة من الرواية
- «قال لها: تصبحين على وطن فقالت ام سعد: مفش حدا بنام، بصحى بلاقي وطن بستناه..!»
- «بدأت الحرب بالراديو وانتهت بالراديو..!»
- «ودخلت أم سعد، ففاحت في الغرفة رائحة الريف»
- «الحبوس أنواع يا ابن العم! أنواع المخيم حبس وبيتك حبس والجريدة حبس والراديو حبس والباص والشارع وعيون الناس.. أعمارنا حبس والعشرون سنة الماضية حبس والمختار حبس تتكلم أنت عالحبوس؟ طول عمرك محبوس»
- «كانت أم سعد قد علمتني طويلاً كيف يجترح المنفي مفرداته وكيف ينزلها في حياته كما تنزل شفرة المحراث في الأرض»

## آراء نقدية
أعربت مديرة مؤسسة الرواة للدراسات والأبحاث فيحاء عبد الهادي في مقابلة لها على قناة الجزيرة عن رؤيتها لشخصية أم سعد بالملحمية، فقد كانت تلك شخصية أنموذجا للرواية الواقعية الاشتراكية. جسدت رواية أم سعد حال المرأة الفلسطينية المكافحة، وعمل كنفاني على تجسيد الطبقة الفلسطينية المسحوقة الكادحة في أم سعد، فقد خرجت من قلب المسحوقين في المخيمات. تمثل أم سعد الأم الفلسطينية التي تنجب لتضع أبناءها فداء للوطن ولحرية الشعب الذي عانى من بطش الاحتلال، وتشكل أيضا المرأة الثورية التي تبث الأمل والصمود.
القاص والروائي اللبناني إلياس خوري قال: إن فكرة الفدائي في أدب غسان كنفاني وصلت إلى اكتمالها في رواية أم سعد، فأصبح الفدائي هو الفلسطيني الجديد، فقد كان كنفاني يفتش عن فلسطيني جديد، كما أشار الروائي والكاتب الفلسطيني سليم البيك أن رواية أم سعد تمثل حالة مناقضة تماما لما نقرأه في رجال في الشمس، ففي رجال في الشمس هناك حالة يائسة، أما في رواية أم سعد فهناك فدائيين، وفكرة تقول أنه يوجد امرأة تنجب وفلسطين تأخذ، كما يرى البيك أن الرواية تعبر عن حالة استعادة التوازن النفسي والسياسي لدى الفلسطينيين الذين احتاجوا زمنا طويلا للخروج من حالة الصّدمة التي تعرضوا لها بعد نكبة 1948، حيث يشكل نشوء الفصائل وبدء الكفاح المسلّح استعادة لحالة التوازن، وانقلاباً على خيام اللجوء التي تحولت في التصوير الأدبي تحويلهم إياها إلى خيام فدائيين، حيث يؤكد كنفاني في الرواية أن “خيمة عن خيمة تفرق”.